# Strange Music
Strange Music – amerykańska niezależna wytwórnia płytowa założona w 1999 roku przez Aarona Yatesa oraz Travisa O’Guina. Obecnie dystrybucją nagrań zajmuje się Fontana Distribution.

## Historia
Travis O’Guin, uznany biznesmen w przemyśle meblarskim, pragnął przeniknąć do świata muzyki. Będąc fanem Tech N9ne’a, którego uważnie obserwował od początków jego kariery, zaproponował mu spółkę.